# 鎖子甲

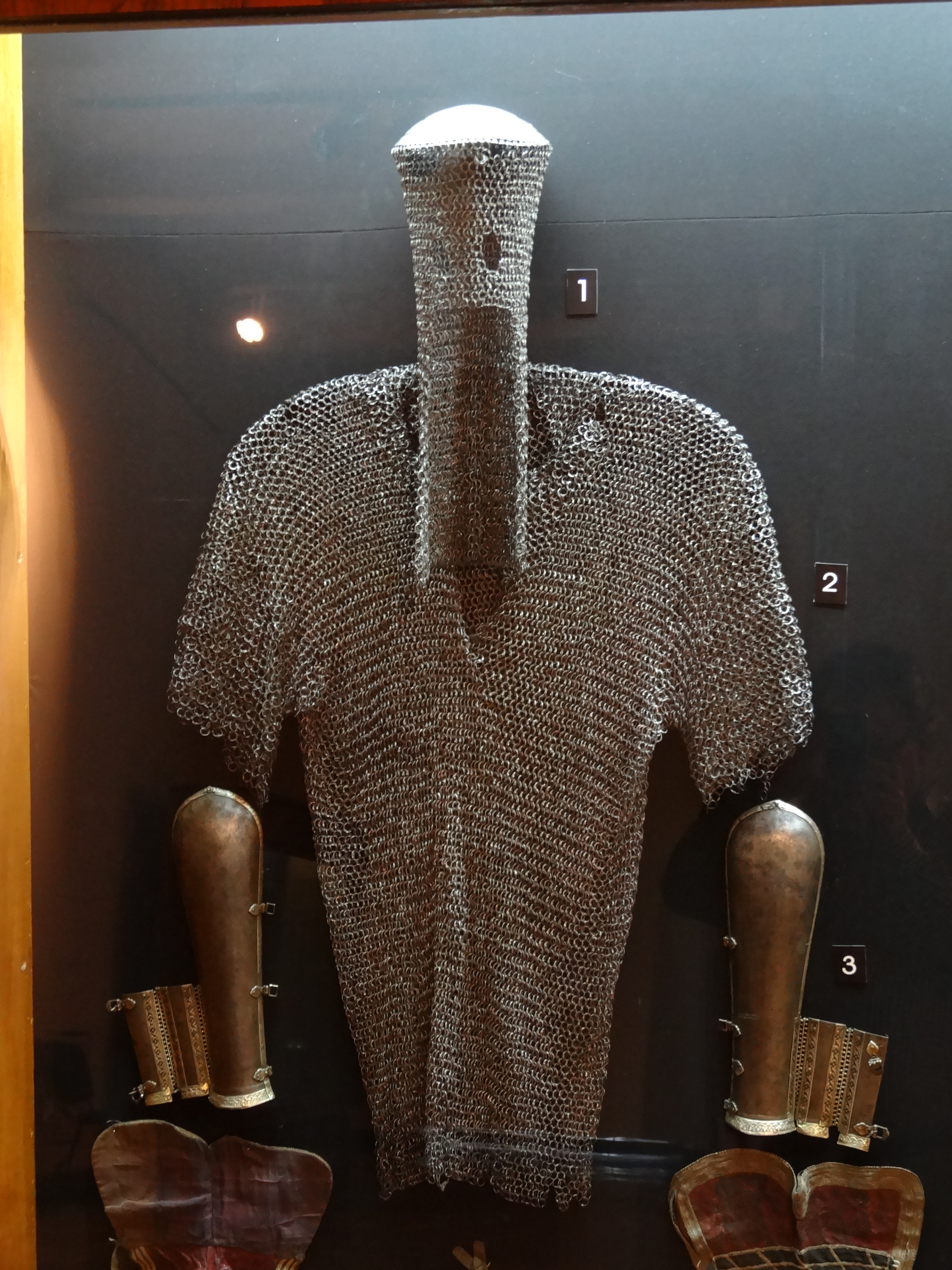
上半身的鏈甲。

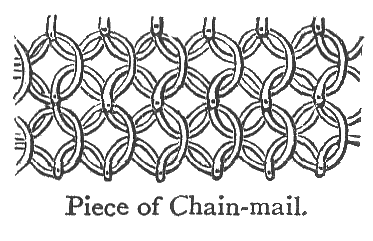
鏈甲的圖示。

锁子甲或稱環鎖鎧、鏈甲（英語：Chainmail、或），是一种在铁器冷兵器时代出现的盔甲。约前四世纪由古代凯尔特人发明，三世纪左右传入东亚。唐環鎖鎧為十三种制式鎧甲之一，宋與在其北方的遊牧帝国在遠程武器弓弩和破甲箭簇都有一定程度的發展，只剩下兜鍪護頸的頓項常以環鎖製作，方便活動。明清之时武将亦大量使用锁子甲。相对于皮甲，其防护性更强。而且比板甲要灵活。一般认为，对抗刀剑的砍、劈攻击的防护效果较好，但对于锤一类的打击武器或矛一类的穿刺性武器，防护力则较弱。现代人则用作预防鯊魚袭击。锁子甲缺点是，制作较贵（但比昂贵的钣金铠甲还是要便宜一些），保养困难，因为铁环容易生锈，所以忌水，潮湿的环境也容易使其生锈，甚至断裂。